# 효고현 제4구
효고현 제4구(兵庫県 第4区)는 일본의 중의원 선거구이다. 1994년 공직선거법으로 신설되었다.

## 지역
- 고베시
  - 니시구
- 니시와키시
- 미키시
- 오노 시
- 가사이시
- 가토시
- 다카군